# Antonio Dubé de Luque
Antonio Joaquín Dubé de Luque (Sevilla, 23 de diciembre de 1943-Ibidem, 7 de noviembre de 2019) fue un escultor e imaginero español especializado en tallas religiosas, además de pintor, dibujante y diseñador, con multitud de obras repartidas por la geografía española y parte del mundo.

## Biografía y obras
Nació en Sevilla  el 23 de diciembre de 1943. Estudió en la Escuela de Artes y Oficios y la Escuela Superior de Bellas Artes, ambas en Sevilla. Sin embargo, empieza a trabajar de manera autodidacta en el mundo de la imaginería, dado su gran pasión por dicha labor, teniendo gran admiración en influencias en la Escuela Barroca, como Juan de Mesa, Juan Martínez Montañes, Pedro Roldán, entre otros. Recibió enseñanza artística de los pintores Juan Miguel Sánchez, Eduardo Acosta y Miguel Pérez Aguilera, así como del escultor Manuel Echegoyán. Su obra está compuesta principalmente por la temática religiosa, y sobre todo Imágenes escultóricas, de las cuales muchas reciben culto y procesionan en diferentes localidades de la , dentro y fuera de la geografía. Además de la Imaginería, también tenía otras destrezas a las cuales se dedicaba, como Cartelista, Pintor, Diseñador y Restaurador. 

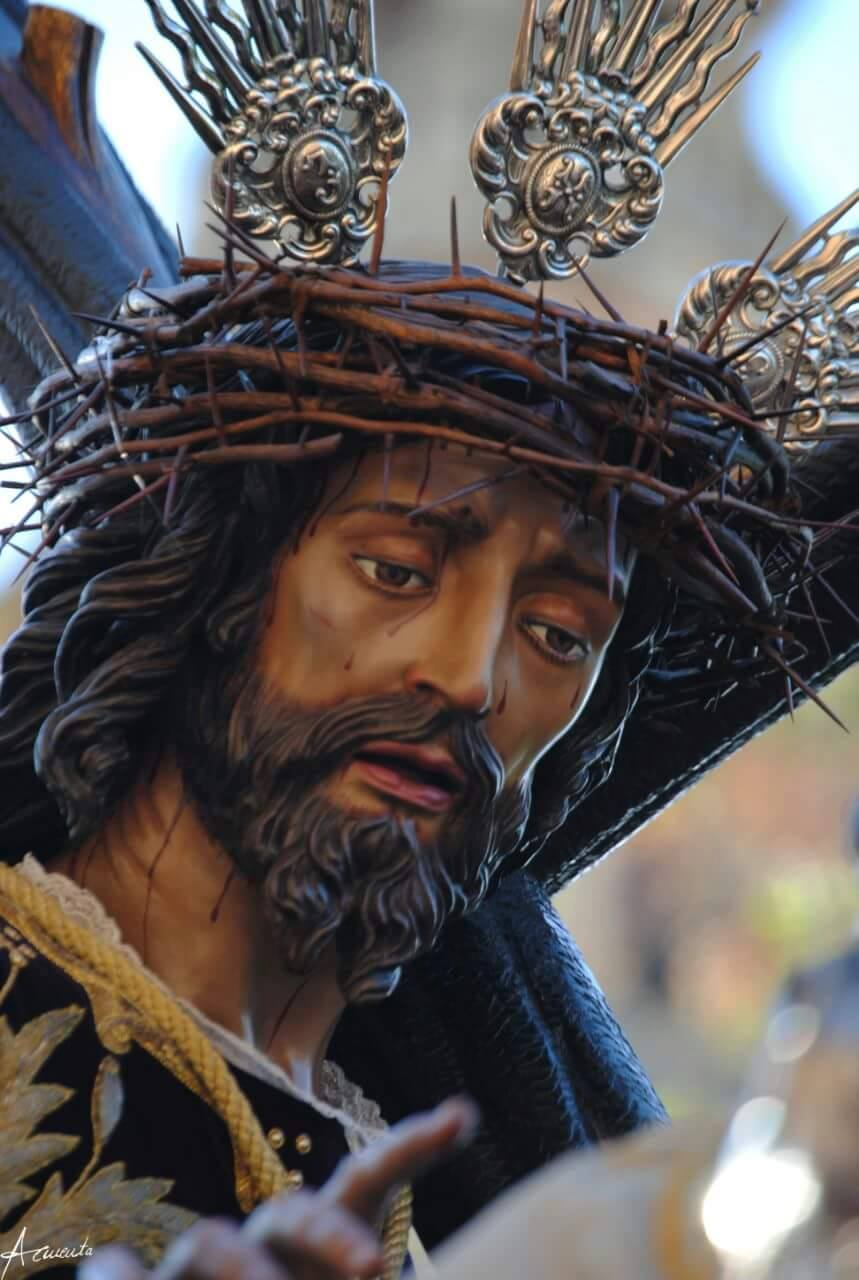
Ntro. Padre Jesús Nazareno de la Santa Faz (Córdoba) Hdad. de la Santa Faz

Su producción se caracteriza por el carácter devocional, dotando a sus obras de unción, expresividad y dramatismo, cualidades que el insigne y polifacético imaginero hacía hincapié al realizarlas, dada la importancia que tiene esto para el fiel o devoto. Llama especialmente la atención también la conexión entre lo Divino y lo Terrenal, acentuando rasgos como la belleza, las proporciones y la dulzura, elementos  imprescindibles en la captación inmediata y profunda entre la Imagen y el que la observa. 
Uno de sus primeros trabajos en el mundo de las Cofradías fue la restauración del antiguo apostolado de la Hdad. de la  Cena de Sevilla y la Virgen de la Soledad, antigua obra de Antonio Castillo Lastrucci, de la Hdad. de los Servitas de Sevilla, siguió con la restauración de la Virgen de la Candelaria de San Nicolás y la Virgen de los Ángeles de "Los Negritos". Continuó su numerosa producción en la que se pueden destacar infinidad de obras, entre ellas está la Virgen de la Aurora de la Hdad. de la Resurrección, Ntro. Padre Jesús Cautivo de Medinaceli de Almería "El Señor de Almería", Ntro. Padre Jesús Nazareno de la Santa Faz o Ntro. Padre Jesús de los Reyes, de la "Vera-Crux", ambos de Córdoba, Ntro. Padre Jesús Nazareno de Salutación o la Virgen de Lágrimas y Favores, de Málaga, la Virgen de la Estrella o la Virgen de Consolación de la Hdad. del Cristo de San Agustín de Granada. La Virgen de la Paz de Jaén, el Stmo. Cristo de la Redención de la Hdad. de las Mercedes de Puerta Real, y una de sus obras más destacadas y queridas es Santa María de Consolación, Madre de la Iglesia de la Hdad. de Nervión de Sevilla, entre muchas e innumerables obras realizadas.

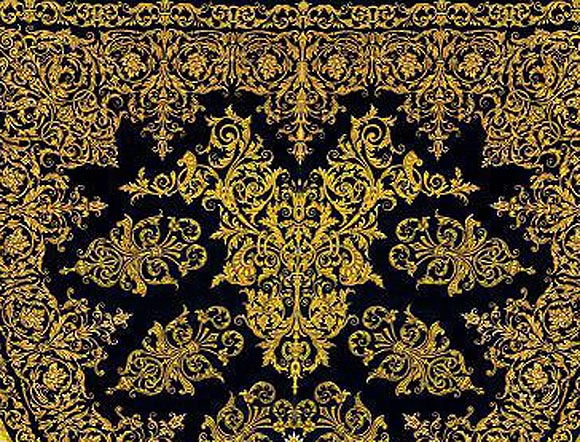
Detalle del diseño del Manto Procesional de Ntra. Señora de la Soledad Hermandad de los Servitas (Sevilla)

En el mundo del Diseño y la Pintura se encuentra, Carteles como el de la Coronación de la Virgen de la Encarnación de San Benito, la Coronación de Ntra. Señora de los Gitanos, Cartel de la Semana Santa de Sevilla del año 2012, Cartel de la Esperanza de Triana del año 2014, Cartel de la Navidad de Sevilla en 2002, Cincuentenario de la Hdad. de la Paz, CCC fundacional de la Hdad. de los Servitas, XXV Aniversario Fundacional de la Hdad. de Nervión, Pintura para la Beatificación de Santa Ángela de la Cruz, et. y Diseños  destacables, como el Paso Procesional del Stmo. Cristo de la Humildad y Paciencia de la Hdad. de la Cena, proyecto de Paso del Santo Entierro, techo de palio y respiraderos de Santa María de Consolación de Nervión, Paso de Redención, Cruz y peana de plata y carey, paso de Palio, faldones  y Mantos Procesionales, ambos de la Hdad. de los Servitas, conjunto de Palio de Ntra. Señora de la Aurora, conjunto de Palio de Ntra. Señora del Dulce Nombre de Córdoba, y otro largo etc.
Falleció a los setenta y cinco años el 7 de noviembre de 2019 en el Hospital Virgen del Rocío de Sevilla tras una larga enfermedad.